# ダイヤモンド・ビジョナリー
ダイヤモンド・ビジョナリーは、ダイヤモンド・ビジネス企画が発刊する月刊ビジネス誌。
1956年に創刊されたダイヤモンド・セールス、1965年に創刊された経営者と管理職に向けた営業専門誌ダイヤモンド・セールスマネージャーを前身とし、2006年4月号から月刊ビジネス誌『ダイヤモンド・ビジョナリー』として新創刊した。特集では企業事例が主として紹介されている。
2025年4月1日にオンラインメディアとして新始動。